# Farnesol
Farnesol es un compuesto orgánico de origen natural que se encuentra presente en numerosos aceites esenciales de plantas, HS CODE 2905.22. Químicamente es un hidrocarburo acíclico, clasificado como sesquiterpeno alcohol. El farnesol tiene cuatro enantiómeros : E, E farnesol, E, Z farnesol, Z, E farnesol y Z, Z farnesol. En la naturaleza, este compuesto tiene una función de comportamiento por varios insectos.

## Usos
Farnesol está presente en muchos aceites esenciales tales como citronela, neroli, ciclamen, hierba de limón, nardo, rosa, almizcle , y bálsamo de Tolú. Se utiliza en perfumería para enfatizar los olores de dulces perfumes florales. Su método de acción para la mejora de aroma del perfume es como un co-disolvente que regula la volatilidad de las sustancias olorosas. Se utiliza sobre todo en perfumes de la lila.
El farnesol es un pesticida natural contra  ácaros y una feromona para varios insectos. 
Su uso como desinfectante ayuda a eliminar virus y bacterias sin producir daños dermatológicos.
En un informe de 1994 publicado por cinco compañías de cigarrillos, farnesol fue catalogado como uno de los 599 aditivos de los cigarrillos. Se trata de un ingrediente saborizante.

Pirofosfato de farnesilo